# Puchar Świata w Rugby 2027 (kwalifikacje)
Ten artykuł dotyczy trwającego lub niedawnego wydarzenia sportowego. Informacje w nim zamieszczone mogą się zmienić lub zdezaktualizować wraz z postępem zdarzenia. Początkowe doniesienia, wyniki lub statystyki mogą być niepewne. Ostatnie aktualizacje do tego artykułu mogą nie odzwierciedlać najbardziej aktualnych informacji.
Kwalifikacje do Pucharu Świata w Rugby 2027 – rozgrywki, których celem jest wyłonienie reprezentacji narodowych w rugby union, które wystąpią w finałach Pucharu Świata w Rugby 2027.

Diagram kwalifikacji do Pucharu Świata 2027

## Informacje ogólne
Turniej finałowy organizowanego przez World Rugby Pucharu Świata odbędzie się w Australii w roku 2027 i wezmą w nim udział dwadzieścia cztery reprezentacje. Dwanaście drużyn zapewniło sobie automatyczny awans zajmując jedną z pierwszych trzech pozycji w grupach w pierwszej fazie Pucharu Świata 2023 zorganizowanego we Francji. Wśród nich znalazła się także reprezentacja Australii, zakwalifikowana automatycznie także jako gospodarz tego turnieju. W celu obsadzenia pozostałych dwunastu miejsc zaplanowano eliminacje regionalne, których zasady World Rugby ogłosiło w sierpniu 2024. Te miejsca podzielono według następującego klucza geograficznego: 
- cztery najlepsze drużyny kwalifikacji w Europie – na podstawie klasyfikacji Rugby Europe Championship z 2025,
- najlepsza drużyna kwalifikacji w Azji – zwycięzca Asia Rugby Championship z 2025,
- najlepsza drużyna kwalifikacji w Afryce – zwycięzca Rugby Africa Cup z 2025,
- najlepsza drużyna kwalifikacji w Ameryce Południowej – zwycięzca Sudamerica Rugby Championship z 2025,
- trzy najlepsze drużyny kwalifikacji w strefie Pacyfiku (Oceanii i Ameryki Północnej – trzy najlepsze drużyny (poza reprezentacjami Fidżi i Japonii) z Pacific Nations Cup z 2025,
- zwycięzca play-off między drugą drużyną kwalifikacji w Ameryce Południowej i czwartą drużyną kwalifikacji w strefie Pacyfiku,
- najlepsza drużyna z turnieju barażowego kończącego eliminacje i zaplanowanego na listopad 2025, w którym mają wziąć udział:
  - piąta drużyna kwalifikacji w Europie,
  - zwycięzca play-off pomiędzy drugimi drużynami kwalifikacji w Azji i Afryce,
  - trzecia drużyna kwalifikacji w Ameryce Południowej,
  - przegrany z play-off między drugą drużyną kwalifikacji w Ameryce Południowej i czwartą drużyną kwalifikacji w strefie Pacyfiku[1].

## Zakwalifikowane drużyny
|                           | Ameryka     | Europa                                                   | Afryka              | Oceania                             | Azja      |
| ------------------------- | ----------- | -------------------------------------------------------- | ------------------- | ----------------------------------- | --------- |
| Automatyczna kwalifikacja | - Argentyna | - Francja - Anglia - Walia - Irlandia - Szkocja - Włochy | - Południowa Afryka | - Nowa Zelandia - Australia - Fidżi | - Japonia |
| Regionalne eliminacje     |             |                                                          |                     |                                     |           |

## Kwalifikacje

### Puchar Świata w Rugby 2023
Automatyczny awans uzyskały drużyny, które zajęły jedno z pierwszych trzech miejsc w swoich grupach podczas pierwszej fazy Pucharu Świata 2023. Wśród nich znalazła się reprezentacja Australii, która automatyczny awans zapewniła sobie jako gospodarz tego turnieju.
| Miejsce | Grupa A       | Grupa B           | Grupa C   | Grupa D   |
| ------- | ------------- | ----------------- | --------- | --------- |
| 1.      | Francja       | Irlandia          | Walia     | Anglia    |
| 2.      | Nowa Zelandia | Południowa Afryka | Fidżi     | Argentyna |
| 3.      | Włochy        | Szkocja           | Australia | Japonia   |

### Europa
O kwalifikacji z Europy decyduje klasyfikacja najwyższego poziomu dorocznych rozgrywek Rugby Europe International Championships w sezonie 2025. Cztery najlepsze drużyny awansują bezpośrednio na Puchar Świata, a piąta do turnieju barażowego. Szansę na awans uzyskało osiem drużyn. Wśród nich znalazło się siedem najlepszych zespołów Rugby Europe Championship 2024: Gruzja, Portugalia, Rumunia, Hiszpania, Holandia, Belgia i Niemcy oraz zwycięzca Rugby Europe Trophy 2024 – Szwajcaria.
Rozgrywki zaplanowano w dwóch fazach. W pierwszej fazie, grupowej, podzielono drużyny na dwie grupy po cztery zespoły. Rozgrywają one mecze systemem kołowym, bez rewanżów. Dwie najlepsze drużyny każdej grupy awansują do półfinału rozgrywek i jednocześnie zdobywają awans na Pucharze Świata (dalsze mecze decydują o ich rozstawieniu). Dwie najsłabsze drużyny każdej grupy rywalizują w systemie pucharowym o piąte miejsce i awans do turnieju barażowego. Każda drużyna ma rozegrać pięć spotkań, a rozgrywki trwać od 1 lutego do 16 marca 2025. 

### Azja
O kwalifikacji z Azji decyduje klasyfikacja najwyższego poziomu dorocznych rozgrywek Asia Rugby Championship w sezonie 2025. Najlepsza drużyna awansuje bezpośrednio na Puchar Świata, a druga do barażu z drugą drużyną z Afryki o prawo gry w turnieju barażowym. Szansę na awans uzyskały cztery drużyny. Wśród nich znalazły się trzy najlepsze zespoły Asia Rugby Championship 2024: Hongkong, Korea Południowa i Zjednoczone Emiraty Arabskie oraz najprawdopodobniej zwycięzca drugiego poziomu tych rozgrywek – Sri Lanka.

### Afryka
O kwalifikacji z Afryki decyduje klasyfikacja najwyższego poziomu dorocznych rozgrywek Rugby Africa Cup w sezonie 2025. Najlepsza drużyna awansuje bezpośrednio na Puchar Świata, a druga do barażu z drugą drużyną z Azji o prawo gry w turnieju barażowym. Szansę na awans uzyskało osiem drużyn. Wśród nich znalazło się siedem najlepszych zespołów Rugby Africa Cup 2024: Zimbabwe, Algieria, Namibia, Kenia, Uganda, Senegal i Wybrzeże Kości Słoniowej.

#### Wyniki spotkań
Faza kwalifikacyjna – grupa B – półfinały:
| 20 listopada 202413:00 | Maroko | 64:0 | Botswana | Club Olympique Casablancais, Casablanca (Maroko) |
| 20 listopada 202413:00 |        | 64:0 |          | Club Olympique Casablancais, Casablanca (Maroko) |

| 20 listopada 202415:30 | Madagaskar | 33:7 | Kamerun | Club Olympique Casablancais, Casablanca (Maroko) |
| 20 listopada 202415:30 |            | 33:7 |         | Club Olympique Casablancais, Casablanca (Maroko) |

Faza kwalifikacyjna – grupa B – finał:
| 24 listopada 202413:00 | Maroko | 53:37 | Kamerun | Club Olympique Casablancais, Casablanca (Maroko) |
| 24 listopada 202413:00 |        | 53:37 |         | Club Olympique Casablancais, Casablanca (Maroko) |

Faza kwalifikacyjna – grupa A – półfinały:
| 18 grudnia 202411:00 | Zambia | 31:22 | Ghana | Le Stade Municipal de Jemmal, Tunis (Tunezja) |
| 18 grudnia 202411:00 |        | 31:22 |       | Le Stade Municipal de Jemmal, Tunis (Tunezja) |

| 18 grudnia 202414:00 | Tunezja | 34:10 | Nigeria | Le Stade Municipal de Jemmal, Tunis (Tunezja) |
| 18 grudnia 202414:00 |         | 34:10 |         | Le Stade Municipal de Jemmal, Tunis (Tunezja) |

Faza kwalifikacyjna – grupa A – finał:
| 22 grudnia 202414:00 | Tunezja | 29:7 | Zambia | Le Stade Municipal de Jemmal, Tunis (Tunezja) |
| 22 grudnia 202414:00 |         | 29:7 |        | Le Stade Municipal de Jemmal, Tunis (Tunezja) |

### Ameryka Południowa
O kwalifikacji z Ameryki Południowej decydują wyniki rozgrywek Sudamerica Rugby Championship w 2025. Najlepsza drużyna awansuje bezpośrednio na Puchar Świata, druga do barażu z czwartą drużyną strefy Pacyfiku (zwycięzca awansuje na Puchar Świata, przegrany dostanie szansę w turnieju barażowym), a trzecia do turnieju barażowego. Szansę na awans uzyskało osiem drużyn: Urugwaju, Chile, Brazylia, Paragwaj, Peru, Kolumbia, Wenezuela i Kostaryka.
Rozgrywki zaplanowano w dwóch fazach. W pierwszej fazie, kwalifikacyjnej, równolegle rywalizują dwie grupy, jedna z udziałem czterech drużyn, druga z udziałem trzech. Stawka czterodrużynowa, złożona z Peru, Kolumbii, Wenezueli oraz Kostaryki rozgrywa półfinały, a następnie finał. Stawka trzydrużynowa, złożona z Chile, Brazylii i Paragwaju, rozgrywa turniej systemem kołowym, bez rewanżu. Do drugiej fazy, finałowej, do której został bezpośrednio zakwalifikowany Urugwaj, awansują dwie najlepsze drużyny grupy trzydrużynowej oraz zwycięzca pojedynku między trzecim zespołem tej grupy i zwycięzcą grupy czterodrużynowej. Mecze pierwszej fazy zaplanowano między sierpniem a październikiem 2024. 

#### Wyniki spotkań
Faza kwalifikacyjna – grupa czterozespołowa – półfinały:
| 25 września 202410:00 | Peru | 15:27(5:15) | Wenezuela                                                         | Estadio Cincuentenario, Medellín (Kolumbia) Sędzia: Sergio Alvarenga (Paragwaj) |
| 25 września 202410:00 | Adrían Madriz 5 (P), Jefferson Dávila 5 (P), Daniel Lopez 5 (P), Luis Zabala 5 (P), Wilkinson Arrieta 5 (P), Jhonnaiker Hernández 2 (pd) | 15:27(5:15) | Lucas Mendoza 5 (P), Matias Vascones 5 (P), Renzo Flores 5 (pd K) | Estadio Cincuentenario, Medellín (Kolumbia) Sędzia: Sergio Alvarenga (Paragwaj) |
| 25 września 202410:00 | Diego Medina · Rodrigo Ramirez | 15:27(5:15) | Adrian Veitia                                                     | Estadio Cincuentenario, Medellín (Kolumbia) Sędzia: Sergio Alvarenga (Paragwaj) |

| 25 września 202415:00 | Kolumbia | 136:0(66:0) | Kostaryka | Estadio Cincuentenario, Medellín (Kolumbia) Sędzia: Frank Mendez (Chile) |
| 25 września 202415:00 | Alejandro Guisao 40 (8P), Jhojan Ortíz 36 (18pd), Luis Giraldo 15 (3P), Neider García 15 (3P), Cristian Rodallegas 5 (P), Juan Agudelo 5 (P), Juan Romero 5 (P), Andrés Tellez 5 (P), Juan Alzate 5 (P), Santiago Huertas 5 (P) | 136:0(66:0) |           | Estadio Cincuentenario, Medellín (Kolumbia) Sędzia: Frank Mendez (Chile) |
| 25 września 202415:00 | Jayson Robinson (2) · Jayson Robinson | 136:0(66:0) |           | Estadio Cincuentenario, Medellín (Kolumbia) Sędzia: Frank Mendez (Chile) |

Faza kwalifikacyjna – grupa czterozespołowa – finał:
| 29 września 202415:00 | Kolumbia | 50:5(19:5) | Wenezuela          | Estadio Cincuentenario, Medellín (Kolumbia) Sędzia: Caua Ricardo Santos (Brazylia) |
| 29 września 202415:00 | Alejandro Llanos 10 (2P), Daniel Gómez 10 (2P), Jhojan Ortíz 10 (5pd), Sebastián Benítez 5 (P), Andrés Álvarez 5 (P), Felipe Ruiz 5 (P), Juan Alzate 5 (P) | 50:5(19:5) | Daniel Lopez 5 (P) | Estadio Cincuentenario, Medellín (Kolumbia) Sędzia: Caua Ricardo Santos (Brazylia) |
| 29 września 202415:00 | Danny Giraldo | 50:5(19:5) |                    | Estadio Cincuentenario, Medellín (Kolumbia) Sędzia: Caua Ricardo Santos (Brazylia) |

Faza kwalifikacyjna – grupa trzyzespołowa:
| 18 sierpnia 202415:30 | Brazylia | 77:17(42:10) | Paragwaj                                                   | Estádio Nicolau Alayon, São Paulo (Brazylia) Sędzia: Pablo De Luca (Argentyna) |
| 18 sierpnia 202415:30 | Carlo Mignot 15 (3P), Lucas Tranquez 12 (6pd), André Arruda 10 (2P), Henrique Ferreira 10 (2P), Ariel Rodrigues 5 (P), Matheus Rocha 5 (P), Lorenzo Massari 5 (P), Robert Tenório 5 (P), Moisés Duque 4 (2pd), João Amaral 4 (2pd) | 77:17(42:10) | Sebastián Urbieta 12 (P 2pd K), Mariano Garcete Ellí 5 (P) | Estádio Nicolau Alayon, São Paulo (Brazylia) Sędzia: Pablo De Luca (Argentyna) |

| 28 września 202417:00 | Chile | 64:0(35:0) | Paragwaj | Estadio Municipal de La Pintana, Santiago (Chile) Sędzia: Francisco González (Urugwaj) |
| 28 września 202417:00 | Santiago Videla 14 (7pd), Augusto Bohme 10 (2P), Nicolás Saab 5 (P), Clemente Armstrong 5 (P), Clemente Saavedra 5 (P), Raimundo Martínez 5 (P), Domingo Saavedra 5 (P), Nicolás Garafulic 5 (P), Ernesto Tchimino 5 (P), Marcelo Torrealba 5 (P) | 64:0(35:0) |          | Estadio Municipal de La Pintana, Santiago (Chile) Sędzia: Francisco González (Urugwaj) |
| 28 września 202417:00 | Jordi Chavez | 64:0(35:0) |          | Estadio Municipal de La Pintana, Santiago (Chile) Sędzia: Francisco González (Urugwaj) |

| 6 października 202415:40 | Chile | 36:10(12:3) | Brazylia                                                                | Estadio Municipal de La Pintana, Santiago (Chile) Sędzia: Nehuen Jauri Rivero (Argentyna) |
| 6 października 202415:40 | Santiago Videla 11 (4pd K), Nicolás Garafulic 10 (2P), Martín Sigren 5 (P), Matías Dittus 5 (P), Ernesto Tchimino 5 (P) | 36:10(12:3) | Gabriel Paganini 5 (P), Lucas Tranquez 5 (pd K)                         | Estadio Municipal de La Pintana, Santiago (Chile) Sędzia: Nehuen Jauri Rivero (Argentyna) |
| 6 października 202415:40 | Javier Eissmann | 36:10(12:3) | Ariel Rodrigues , Endy Willian Pinheiro , João Marino , Rafael Teixeira | Estadio Municipal de La Pintana, Santiago (Chile) Sędzia: Nehuen Jauri Rivero (Argentyna) |

Faza kwalifikacyjna – baraż:
| 16 października 202420:00 | Paragwaj | 49:18(22:11) | Kolumbia                                          | Estadio Héroes de Curupayty, Asunción (Paragwaj) Sędzia: Damian Schneider (Argentyna) |
| 16 października 202420:00 | Joaquín Mussi 14 (4pd 2K), Gonzalo Camusio 10 (2P), Juan González 5 (P), Ariel Núñez 5 (P), Gonzalo Bareiro 5 (P), Ignacio Martínez 5 (P) | 49:18(22:11) | Jhojan Ortíz 13 (P pd 2K), Alejandro Guisao 5 (P) | Estadio Héroes de Curupayty, Asunción (Paragwaj) Sędzia: Damian Schneider (Argentyna) |

### Pacyfik
O kwalifikacji ze strefy Pacyfiku (obejmującej Amerykę Północną i Oceanię) decyduje klasyfikacja dorocznych rozgrywek Pacific Nations Cup w sezonie 2025. Trzy najlepsze drużyny awansują bezpośrednio na Puchar Świata, a czwarta do barażu z drugą drużyną z Ameryki Południowej (zwycięzca awansuje na Puchar Świata, przegrany dostanie szansę w turnieju barażowym). Szansę na awans uzyskały cztery drużyny: Samoa, Tonga, Stany Zjednoczone i Kanada. W turnieju biorą także udział reprezentacje Fidżi i Japonii, które mają zagwarantowany udział w Pucharze Świata dzięki wynikom z poprzedniej imprezy z 2023..

### Turniej barażowy
Turniej barażowy, którego stawką będzie ostatnie miejsce na Pucharze Świata, zostanie zorganizowany w listopadzie 2025. Wezmą w nim udział piąta drużyna kwalifikacji w Europie, zwycięzca play-off pomiędzy drugimi drużynami kwalifikacji w Azji i Afryce, trzecia drużyna kwalifikacji w Ameryce Południowej oraz przegrany z play-off między drugą drużyną kwalifikacji w Ameryce Południowej i czwartą drużyną kwalifikacji w strefie Pacyfiku.